# Pacov (stacja kolejowa)
Pacov – stacja kolejowa w miejscowości Pacov, w kraju Wysoczyna, w Czechach. Znajduje się na linii 224 Tábor – Horní Cerekev, na wysokości 515 m n.p.m..  

## Linie kolejowe
- 224: Tábor – Horní Cerekev